# Evangelische Kirche (Ittlingen)

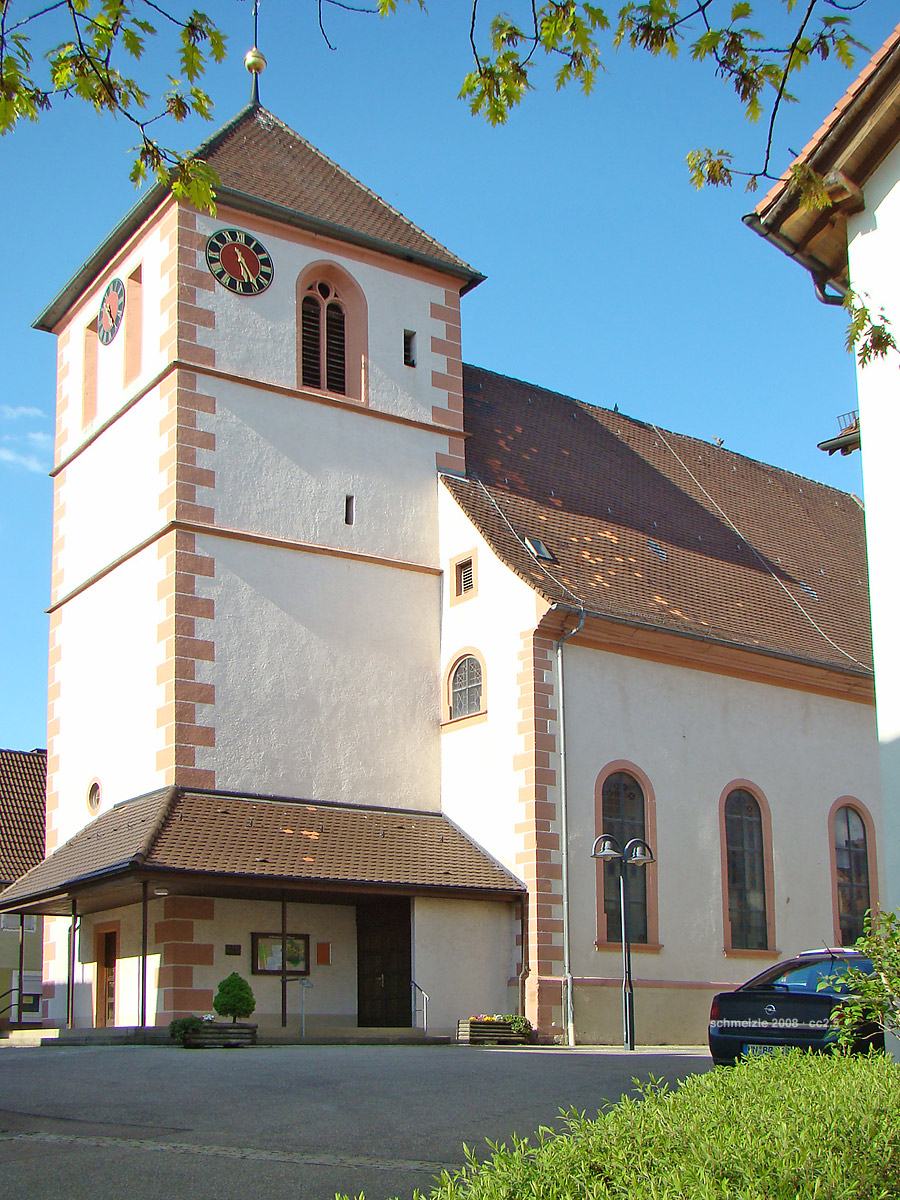
Evangelische Kirche in Ittlingen

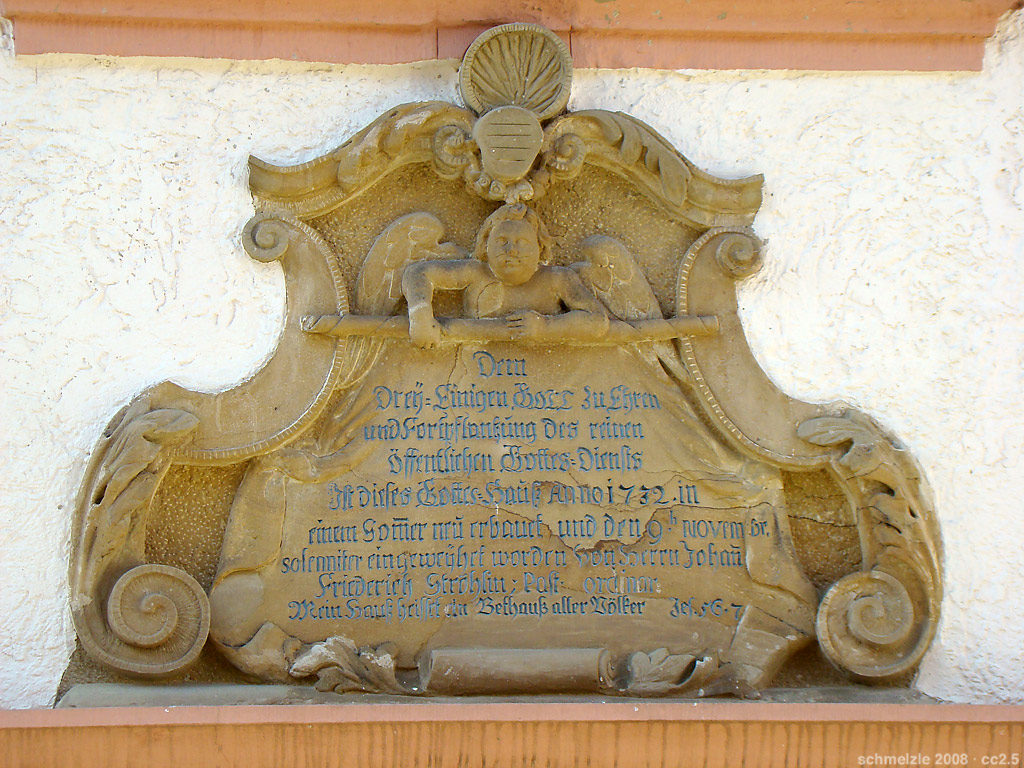
Inschriftenstein über dem Westportal der Kirche

Die Evangelische Kirche in Ittlingen, einer Gemeinde im Westen des Landkreises Heilbronn in Baden-Württemberg, wurde ursprünglich im Mittelalter errichtet. Die Kirche ist ein geschütztes Baudenkmal.

## Lage
Die Kirche steht im Nordosten des Ortes, zwischen der Hauptstraße und der Mühlgasse, auf dem von einem engen Gebäudering umschlossenen Kirchplatz. Sie ist auf einer Lösslehmterrasse errichtet, die vom Talgrund aufsteigt, durch den die Elsenz nur gut hundert Meter weiter östlich nach Norden fließt. Das Gebäude ist ungefähr geostet, der Turm steht an der Westseite.

## Geschichte
Die ursprüngliche Wehrkirche lag inmitten des Friedhofs und beide waren von einer hohen Wehrmauer mit Vorwerk und Graben umgeben. 1622 wurde die Kirche bei der Eroberung des Ortes unter Tilly während des Dreißigjährigen Krieges beschädigt. 1666 brannte die Kirche aus und wurde danach wiederaufgebaut. Da die Kirche zu klein geworden war, löste man den Friedhof auf und verlängerte 1732 das Kirchenschiff mit dem Chor nach Osten. Gleichzeitig wurden die Wehrmauern niedergelegt und die Gräben aufgefüllt. Der im Kern romanische Westturm blieb erhalten.
Im Jahr 1828 wurde die Kirche erweitert. Sie wurde 1988 umfassend renoviert.